# Trekking
Pour les articles ayant des titres homophones, voir Trec, TREC et Trec'h.
Pour les articles homonymes, voir Trek.

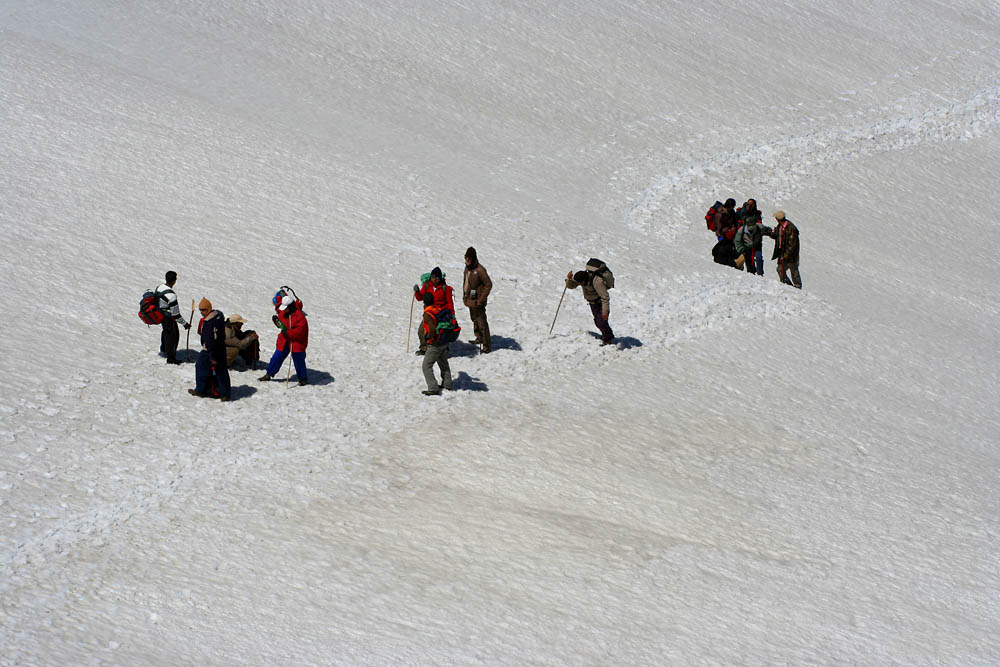
Groupe de randonneurs d’aventure (trekkeurs) à l'approche du col de Sar dans la région montagnarde d'Himachal Pradesh, Inde.

Le trekking ou trek ou randonnée d’aventure, est une randonnée pédestre caractérisée par sa longue durée et par la traversée de zones sauvages ou difficiles d'accès, telle que la randonnée de plusieurs jours en montagne ponctuée de bivouacs.

## Étymologie
Trek est un mot afrikaans lui-même dérivé du néerlandais qui signifie « migration ». C’est un épisode de l’histoire sud-africaine qui a rendu ce mot célèbre. Le Grand Trek est cette migration effectuée entre 1834 et 1852, par les Voortrekkers (littéralement « les pionniers migrants ») fuyant la domination britannique et quittant leur colonie du Cap pour se diriger en caravanes et chariots à bœufs vers le Transvaal et le Natal.
Couramment utilisé dans le monde anglo-saxon où il désigne la randonnée itinérante, le terme est apparu en France dans le dictionnaire pour la première fois en 1975 (où en 2024 il est toujours indiqué comme un anglicisme). Il s'est généralisé dans les années 1980 avec sa mise en marché par les tours opérateurs spécialisés dans le tourisme d'aventure.
À l'origine, le trekking désignait une randonnée pédestre en montagne[réf. souhaitée]. Selon la définition qu'en donne Isabelle Sacareau, c'est « une pratique de découverte touristique itinérante, au moyen de la marche à pied, de grands milieux (montagne, désert, forêt) situés dans des espaces caractérisés par leur éloignement, leur difficulté d'accès et leur éloignement des grandes concentrations touristiques ».

## Histoire

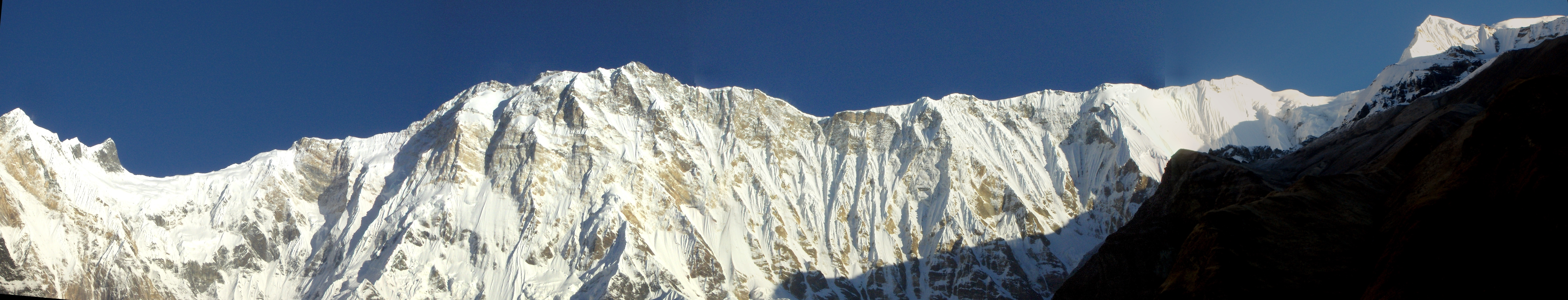
Sanctuaire des Annapurnas, vue sur l'Annapurna I.

Le Népal a ouvert ses frontières en 1949 et a permis l'accès aux expéditions d’alpinistes dans la décennie suivante. Puis, vers la fin des années 1960, des touristes ont eu envie de randonner le long des sentiers de différents massifs, notamment le Khumbu ou celui des Annapurnas (dit Tour des Annapurnas).
Le major Jimmy Roberts, attaché militaire à l'ambassade britannique à Katmandou et officier à la tête d’un régiment de Gurkhas, avait découvert le Sanctuaire des Annapurnas en 1956. Une fois à la retraite en 1964, il fonde la toute première agence de trekking népalaise, appelée Mountain Travel Nepal. Il fut le premier à utiliser ce terme pour désigner une longue marche à caractère exploratoire. Il faut attendre 1977 pour que le Tour des Annapurnas s’ouvre aux trekkeurs. Ce circuit, qui s’effectue en quinze à trente jours et franchit le col Thorong à 5 420 m, est devenu depuis le trek le plus célèbre du monde.
Depuis, dans certaines régions, le trekking est devenu une source de revenus économiques pour une partie de la population locale (guides, porteurs, muletiers ou meneur de yaks, chauffeurs, hôteliers, cuisiniers…).
Le trekking procède d'une double filiation : celle de la randonnée pédestre alpine et celle de l'expédition himalayenne, pratiquées toutes deux depuis la seconde moitié du XIXe siècle. Il emprunte de la première la découverte d'un territoire par la marche sur plusieurs jours, dont l'exigence physique est supérieure à l'excursion, et de la deuxième, une logistique faisant appel aux guides locaux et aux porteurs de nourriture et de matériel. « Le trekking s'arrête ainsi là où l'himalayisme commence, c'est-à-dire avec l'abandon de la marche pour l'escalade, pratique nécessitant la maîtrise de techniques de progression plus complexes et un plus grand engagement physique et mental ».

## Types de trekking
Les niveaux de difficulté sont fort variables, selon la durée des étapes, l’altitude, les dénivelés cumulés ainsi que le degré d’autonomie requis et le poids du sac transporté. L’engagement et l’éloignement de tout point de retraite rapide sont aussi des éléments à prendre en considération.
Certains treks sont des traversées, d’autres des boucles. L’hébergement ne se fait pas exclusivement sous la tente, mais aussi chez l’habitant, en bivouac, en refuge, ou dans des hôtels ou gîtes rudimentaires.
Un bon nombre d’agences spécialisées, dites de « voyages d’aventure », proposent dans leurs brochures des circuits qui permettent de voyager généralement en groupe de 5 à 12 personnes. C’est la solution pour trekker plus léger. Elles disposent en effet d’une logistique permettant d’acheminer les bagages et les vivres d’étape en étape. Les gros sacs sont ainsi souvent confiés à des porteurs (Népal, Kilimandjaro, chemin de l'Inca...), des véhicules ou des caravanes d’animaux (dromadaires au Sahara, mules au Maroc, ânes ou lamas dans les Andes, yaks dans l’Himalaya…) qui retrouvent les trekkeurs au bivouac du soir. Le trekkeur ne porte alors que ses affaires de la journée (vêtements chauds et de pluie, appareil photo, gourde, alimentation, etc).

## Grandes zones de trekking dans le monde

### Déserts
Le trekking se pratique dans des déserts tels que le Sahara marocain au sud d'Ouarzazate jusqu'à l'erg Chebbi et la vallée du Draa, le Sahara algérien (Tassili n’Ajjer, Tassili du Hoggar, massif du Hoggar, Tadrart, Tefedest, Immidir, Ahnet, Grand Erg Occidental, Grand Erg Oriental, Erg Chech), le Sahara tunisien (dunes du Grand Erg Oriental, chotts salés, oasis de Douz et de Ksar Ghilane), le Sahara nigérien (Aïr et Ténéré), le Sahara mauritanien (Adrar des Ifoghas et Tagant), le Sahara libyen (Akakous, erg Ubari), le Sahara égyptien (le désert blanc, Sinaï…).

### Zones de hauts plateaux
Le trekking se pratique également dans des hauts plateaux tels que le Tibet oriental (Amdo, Kham), le Tibet central (Ü Tsang), l’Altiplano bolivien.

### Zones montagneuses

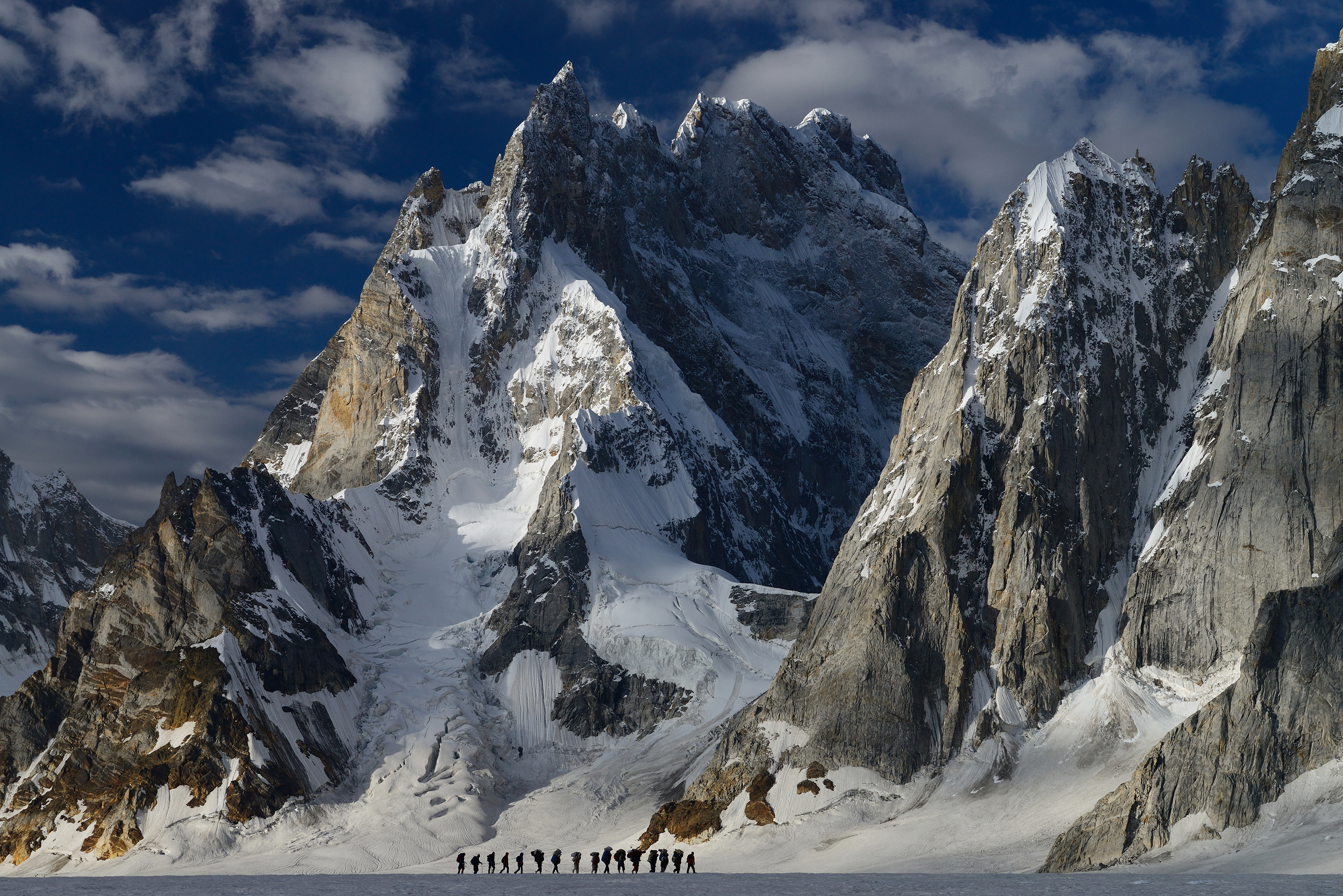
Trekking sur le glacier de Biafo au pied du Sosbun Brakk au Pakistan.

Le massif du Khumbu et des Annapurnas au Népal, les Aurès en Algérie,, le Haut-Atlas marocain, le Ladakh et le Zanskar indien, les Andes péruviennes (Cordillère Blanche, Cusco et la Vallée Sacrée, cordillère de Vilcanota, Huayhuash…), les Andes équatoriennes (trek du Condor, trek de l’Inca), les Andes boliviennes (Cordillères Royale et Apolobamba), le Karakoram et les Territoires du Nord.

## Trekking et développement durable
Le trekking s'inscrit dans une forme de tourisme qui se veut respectueux de l'environnement et des populations locales et que l'on désigne sous l'appellation générique de tourisme alternatif. Cette forme de tourisme, qui fait suite au sommet de la Terre à Rio (1992), s'inscrit dans le contexte du développement durable : rejet du tourisme de masse et de ses effets pervers, recherche d'une certaine altérité, responsabilité et code de conduite.
S'y ajoute cependant une dimension essentielle : l'aventure, qui s’accommode de l'imprévu, de l'inconfort, voire du risque, même si la logistique déployée par les voyagistes la borde au maximum. D'où le succès, non démenti depuis l'origine, de l'Himalaya auprès des trekkeurs. Terre d'aventure et de conquête, l'Himalaya a gardé de ses explorations pionnières héroïques et parfois tragiques, une aura d'interdit et de danger qui attire et fascine. L'accès encore très contrôlé et limité de certaines zones du Tibet et du Népal, renforcent le sentiment d'authenticité et d'exclusivité recherché par les trekkeurs.

## Trekking et ressourcement
Dans sa relation privilégiée à la nature, le trekking est une pratique qui procure un effet récréatif tant sur l'esprit que sur le corps, dès lors que ce dernier s'est exercé à supporter les différentes expériences sensorielles que la haute montagne lui fait subir : raideur de l'ascension, contact avec les éléments, épreuve du froid, vertige, effets de l'altitude. Par sa lenteur, la marche dans les espaces sauvages est propice au vagabondage de la pensée et à l'introspection : certains trekkeurs ajoutent donc à l'expérience physique une dimension spirituelle d'élévation de l'âme. « Le trekking est alors vécu comme un ressourcement, un moyen de régénération physique, mentale ou spirituelle, antithèse de la vie moderne et industrielle, voire comme une quête spirituelle permettant de se retrouver soi-même au sein d'une Nature idéalisée ».